# Cronologia da pandemia de COVID-19 em setembro de 2020
Este artigo documenta a cronologia e epidemiologia do vírus SARS-CoV-2 em setembro de 2020, o vírus que causa a COVID-19 e é responsável pela pandemia de COVID-19. Os primeiros casos humanos da COVID-19 foram identificados em Wuhan, China, em dezembro de 2019.

## Cronologia

### 1 de setembro
O Brasil registrou 42 659 novos casos e 1 215 novas mortes, elevando o total para 3 950 931 e 122 596, respectivamente; um total de 3 159 096 pacientes se recuperaram.
 A China registrou oito novos casos, nenhuma nova morte e nenhum caso suspeito. No total, 85 066 casos foram confirmados, com 4 634 mortes e 80 234 recuperados. Há 198 casos ativos no país, com três em estado grave.
 A Índia registrou 69 921 novos casos e 819 novas mortes, elevando o total para 3 691 166 e 65 288, respectivamente; um total de 2 839 882 pacientes se recuperaram.
 A Malásia relatou 14 novos casos (cinco importados e nove transmissões locais), elevando o número total para 9 354. 21 se recuperaram, elevando o número total de recuperados para 9 075. Há 151 casos ativos, estando cinco em terapia intensiva e três em suporte ventilatório. Uma morte foi relatada, elevando o número de mortos para 128.
 A Nova Zelândia notificou 14 novos casos (cinco da comunidade e nove importados), elevando o número total para 1 752 (1 401 confirmados e 351 prováveis). Foram registradas 13 novas recuperações, totalizando 1 598. Existem 132 casos ativos com dez pessoas internadas no hospital.
 Portugal registrou 231 novos casos e 2 novas mortes, elevando o total para 58 243 e 1 824, respectivamente; um total de 42 104 pacientes se recuperaram. Há 14 315 casos ativos no país.
 Com 4 729 novos casos, a Rússia tornou-se o quarto país (após Estados Unidos, Brasil e Índia) a passar de 1 milhão de casos confirmados, totalizando 1 000 048 casos e 17 299 mortes. Mais de 815 700 pacientes se recuperaram e há 167 044 casos ativos no país.
 A Singapura relatou 40 novos casos, elevando o total para 56 852. Um total de 27 pessoas morreram (desde 14 de julho de 2020, não há nenhuma morte no país devido à COVID-19). Um total de 55 643 pacientes se recuperaram.
 A Ucrânia registrou 2 088 novos casos e 48 novas mortes, elevando o número total para 123 303 e 2 605, respectivamente; um total de 57 802 pacientes se recuperaram.

### 2 de setembro
O Brasil registrou 46 934 novos casos e 1 184 novas mortes, elevando o total para 3 997 865 e 123 780, respectivamente; um total de 3 210 405 pacientes se recuperaram.
 A Índia registrou 78 357 novos casos e 1 045 novas mortes, elevando o total para 3 769 523 e 66 333, respectivamente; um total de 2 901 908 pacientes se recuperaram.
 A Malásia relatou seis novos casos, elevando o número total para 9 360. Quatro se recuperaram, elevando o número total de recuperados para 9 079. Há 153 casos ativos, estando quatro em terapia intensiva e três em suporte ventilatório. Uma morte foi relatada, elevando o número de mortos para 128.
 A Nova Zelândia notificou cinco novos casos (três da comunidade e dois importados), elevando o número total para 1 757 (1 406 confirmados e 351 prováveis). Foram registradas oito novas recuperações, totalizando 1 606. Existem 129 casos ativos com sete pessoas internadas no hospital, uma diminuição de três em relação ao dia anterior.
 Portugal registrou 390 novos casos e 3 novas mortes, elevando o total para 58 633 e 1 827, respectivamente; um total de 42 233 pacientes se recuperaram. Há 14 573 casos ativos no país.
 A Rússia registrou 4 952 novos casos e 115 novas mortes, elevando o total para 1 005 000 e 17 414, respectivamente; um total de 821 169 pacientes se recuperaram.
 A Singapura relatou 49 novos casos, elevando o total para 56 860. Um total de 55 734 pacientes se recuperaram.
 A Ucrânia registrou um novo recorde de 2 495 novos casos diários, bem como recorde de 51 novas mortes diárias, elevando o número total para 125 789 e 2 656, respectivamente; um total de 58 817 pacientes se recuperaram.

### 3 de setembro
O Brasil registrou 43 773 novos casos e 834 novas mortes, elevando o total para 4 041 638 e 124 614, respectivamente; um total de 3 247 610 pacientes se recuperaram.
 A Índia registrou um novo recorde de 83 883 novos casos diários, elevando o total para 3 853 406; 1 043 novas mortes foram relatadas no país, totalizando 67 376; 2 970 492 pacientes se recuperaram.
 A Malásia relatou 14 novos casos, elevando o número total para 9 374. Quatro se recuperaram, elevando o número total de recuperados para 9 083. Há 163 casos ativos, estando quatro em terapia intensiva e três em suporte ventilatório. Nenhuma morte diária foi relatada, e o total permanece em 128.
 A Nova Zelândia notificou dois novos casos (um da comunidade e um importado), elevando o número total para 1 759 (1 408 confirmados e 351 prováveis). Foram registradas 16 novas recuperações, totalizando 1 622. O número de casos ativos no país diminuiu para 115.
 Portugal registrou 418 novos casos e 2 novas mortes, elevando o total para 59 051 e 1 829, respectivamente; um total de 42 427 pacientes se recuperaram. Há 14 795 casos ativos no país.
 A Singapura relatou 48 novos casos, elevando o total para 56 908. Um total de 55 876 pacientes se recuperaram.
 A Ucrânia registrou 2 430 novos casos diários e um novo recorde de 54 novas mortes diárias, elevando o número total para 128 228 e 2 710, respectivamente; um total de 59 676 pacientes se recuperaram.

### 4 de setembro
- Atualização Operacional Semanal da OMS.[31]

 O Brasil registrou 51 194 novos casos e 907 novas mortes, elevando o total para 4 092 832 e 125 521, respectivamente; um total de 3 278 918 pacientes se recuperaram.
 A Índia registrou 83 341 novos casos e 1 096 novas mortes, elevando o total para 3 936 747 e 68 472, respectivamente; um total de 3 037 151 pacientes se recuperaram. Há 831 124 casos ativos no país.
 A Malásia relatou 11 novos casos (sete importados e quatro transmissões locais), elevando o número total para 9 385. Nove se recuperaram, elevando o número total de recuperados para 9 092. Há 165 casos ativos no país, estando quatro em terapia intensiva e três em suporte ventilatório. Nenhuma morte diária foi relatada, e o total permanece em 128.
 A Nova Zelândia notificou cinco novos casos (três transmissões na comunidade e dois casos importados), elevando o número total para 1 764 (1 413 confirmados e 351 prováveis). Foram registradas oito novas recuperações, totalizando 1 630. O número de casos ativos no país diminuiu para 112, e seis pessoas estão internadas no hospital. Mais tarde naquele dia, a Nova Zelândia registrou uma morte, elevando o número total de mortos para 23.
 Portugal registrou 406 novos casos e 4 novas mortes, elevando o total para 59 457 e 1 833, respectivamente; um total de 42 576 pacientes se recuperaram. Há 15 048 casos ativos no país.
 A Singapura relatou 40 novos casos, elevando o total para 56 948. Um total de 56 013 pacientes se recuperaram.
 A Ucrânia registrou um novo recorde de 2 723 novos casos diários e 51 novas mortes diárias, elevando o número total para 130 951 e 2 761, respectivamente; um total de 60 613 pacientes se recuperaram.

### 5 de setembro
O Brasil registrou 30 168 novos casos e 682 novas mortes, elevando o total para 4 123 000 e 126 203, respectivamente; um total de 3 296 702 pacientes se recuperaram.
 A Índia registrou um novo recorde diário de 86 432 novos casos, ultrapassando assim a marca dos quatro milhões de casos confirmados (com um total de 4 023 179). A Índia ultrapassou esta marca apenas 13 dias após atingir os três milhões, o crescimento mais rápido de casos registrados em qualquer país no mundo. Foram registradas 1 089 novas mortes, elevando o total para 69 561; um total de 3 107 223 pacientes se recuperaram. Há 846 395 casos ativos no país.
 A Malásia relatou seis novos casos, elevando o número total para 9 391. 21 se recuperaram, elevando o número total de recuperados para 9 113. Há 150 casos ativos no país, estando cinco em terapia intensiva e três em suporte ventilatório. Nenhuma morte diária foi relatada, e o total permanece em 128.
 A Nova Zelândia notificou três novos casos (duas transmissões na comunidade e um caso importado), elevando o número total para 1 767 (1 416 confirmados e 351 prováveis). Foram registrada uma nova recuperação, totalizando 1 631. O número de casos ativos no país permaneceu em 112, e duas pessoas estão internadas no hospital.
 Portugal registrou 486 novos casos e 5 novas mortes, elevando o total para 59 943 e 1 838, respectivamente; um total de 42 793 pacientes se recuperaram. Há 15 312 casos ativos no país.

### 6 de setembro
O Brasil registrou 14 521 novos casos e 447 novas mortes, elevando o total para 4 137 521 e 126 650, respectivamente; um total de 3 317 227 pacientes se recuperaram.
 Portugal registrou 315 novos casos e 2 novas mortes, elevando o total para 60 258 e 1 840, respectivamente; um total de 42 953 pacientes se recuperaram. Há 15 465 casos ativos no país.

### 7 de setembro
- Atualização Epidemiológica Semanal da OMS.[50]

 O Brasil registrou 10 273 novos casos e 310 novas mortes, elevando o total para 4 147 794 e 126 960, respectivamente; um total de 3 355 564 pacientes se recuperaram.
 Portugal registrou 249 novos casos e 3 novas mortes, elevando o total para 60 507 e 1 843, respectivamente; um total de 43 016 pacientes se recuperaram. Há 15 648 casos ativos no país.

### 8 de setembro
O Brasil registrou 14 279 novos casos e 504 novas mortes, elevando o total para 4 162 073 e 127 464, respectivamente; um total de 3 397 234 pacientes se recuperaram.
 Portugal registrou 388 novos casos e 3 novas mortes, elevando o total para 60 895 e 1 846, respectivamente; um total de 43 146 pacientes se recuperaram. Há 15 903 casos ativos no país.

### 9 de setembro
- Atualização Operacional Semanal da OMS.[55]

 O Brasil registrou 35 816 novos casos e 1 075 novas mortes, elevando o total para 4 197 889 e 128 539, respectivamente; um total de 3 453 336 pacientes se recuperaram.
 Portugal registrou 685 novos casos e 3 novas mortes, elevando o total para 61 541 e 1 849, respectivamente; um total de 43 284 pacientes se recuperaram. Há 16 408 casos ativos no país.

### 10 de setembro
O Brasil registrou 40 557 novos casos e 983 novas mortes, elevando o total para 4 238 446 e 129 522, respectivamente; um total de 3 497 337 pacientes se recuperaram.
 Portugal registrou 585 novos casos e 3 novas mortes, elevando o total para 62 126 e 1 852, respectivamente; um total de 43 441 pacientes se recuperaram. Há 16 833 casos ativos no país.

### 11 de setembro
O Brasil registrou 43 718 novos casos e 874 novas mortes, elevando o total para 4 282 164 e 130 396, respectivamente; um total de 3 530 655 pacientes se recuperaram.
 Portugal registrou 687 novos casos e 3 novas mortes, elevando o total para 62 813 e 1 855, respectivamente; um total de 43 644 pacientes se recuperaram. Há 17 314 casos ativos no país.

### 12 de setembro
O Brasil registrou 33 523 novos casos e 814 novas mortes, elevando o total para 4 315 687 e 131 210, respectivamente; um total de 3 553 421 pacientes se recuperaram.
 Portugal registrou 497 novos casos e 5 novas mortes, elevando o total para 63 310 e 1 860, respectivamente; um total de 43 894 pacientes se recuperaram. Há 17 556 casos ativos no país.

### 13 de setembro
O Brasil registrou 14 768 novos casos e 415 novas mortes, elevando o total para 4 330 455 e 131 625, respectivamente; um total de 3 573 958 pacientes se recuperaram.
 Portugal registrou 673 novos casos e 7 novas mortes, elevando o total para 63 983 e 1 867, respectivamente; um total de 44 069 pacientes se recuperaram. Há 18 047 casos ativos no país.

### 14 de setembro
- Atualização Epidemiológica Semanal da OMS.[66]

 O Brasil registrou 15 155 novos casos e 381 novas mortes, elevando o total para 4 345 610 e 132 006, respectivamente; um total de 3 613 184 pacientes se recuperaram.
 Portugal registrou 613 novos casos e 4 novas mortes, elevando o total para 64 596 e 1 871, respectivamente; um total de 44 185 pacientes se recuperaram. Há 18 540 casos ativos no país.

### 15 de setembro
O Brasil registrou 36 653 novos casos e 1 113 novas mortes, elevando o total para 4 382 263 e 133 119, respectivamente; um total de 3 671 128 pacientes se recuperaram.
 Portugal registrou 425 novos casos e 4 novas mortes, elevando o total para 65 021 e 1 875, respectivamente; um total de 44 362 pacientes se recuperaram. Há 18 784 casos ativos no país.

### 16 de setembro
O Brasil registrou 36 820 novos casos e 987 novas mortes, elevando o total para 4 419 083 e 134 106, respectivamente; um total de 3 720 312 pacientes se recuperaram.
 Portugal registrou 605 novos casos e 3 novas mortes, elevando o total para 65 626 e 1 878, respectivamente; um total de 44 528 pacientes se recuperaram. Há 19 220 casos ativos no país.

### 17 de setembro
O Brasil registrou 36 303 novos casos e 829 novas mortes, elevando o total para 4 455 386 e 134 935, respectivamente; um total de 3 753 082 pacientes se recuperaram.
 Portugal registrou 770 novos casos e 10 novas mortes, elevando o total para 66 396 e 1 888, respectivamente; um total de 44 794 pacientes se recuperaram. Há 19 714 casos ativos no país. Foi o maior número de casos diários confirmados no país desde 10 de abril.

### 18 de setembro
- Atualização Operacional Semanal da OMS.[76]

 O Brasil registrou 39 797 novos casos e 858 novas mortes, elevando o total para 4 495 183 e 135 793, respectivamente; um total de 3 789 139 pacientes se recuperaram.
 Portugal registrou 780 novos casos e 6 novas mortes, elevando o total para 67 176 e 1 894, respectivamente; um total de 45 053 pacientes se recuperaram. Há 20 229 casos ativos no país.

### 19 de setembro
O Brasil registrou 33 057 novos casos e 739 novas mortes, elevando o total para 4 528 240 e 136 532, respectivamente; um total de 3 820 095 pacientes se recuperaram.
 Portugal registrou 849 novos casos e 5 novas mortes, elevando o total para 68 025 e 1 899, respectivamente; um total de 45 404 pacientes se recuperaram. Há 20 722 casos ativos no país.

### 20 de setembro
O Brasil registrou 16 389 novos casos e 363 novas mortes, elevando o total para 4 544 629 e 136 895, respectivamente; um total de 3 851 227 pacientes se recuperaram.
 Portugal registrou 552 novos casos e 13 novas mortes, elevando o total para 68 577 e 1 912, respectivamente; um total de 45 596 pacientes se recuperaram. Há 21 069 casos ativos no país.

### 21 de setembro
- Atualização Epidemiológica Semanal da OMS.[83]

 O Brasil registrou 13 439 novos casos e 377 novas mortes, elevando o total para 4 558 068 e 137 272, respectivamente; um total de 3 887 199 pacientes se recuperaram.
 Portugal registrou 623 novos casos e 8 novas mortes, elevando o total para 69 200 e 1 920, respectivamente; um total de 45 736 pacientes se recuperaram. Há 21 544 casos ativos no país.

### 22 de setembro
O Brasil registrou 33 536 novos casos e 836 novas mortes, elevando o total para 4 591 604 e 138 108, respectivamente; um total de 3 945 627 pacientes se recuperaram.
 Portugal registrou 463 novos casos e 5 novas mortes, elevando o total para 69 663 e 1 925, respectivamente; um total de 45 974 pacientes se recuperaram. Há 21 764 casos ativos no país.

### 23 de setembro
O Brasil registrou 33 281 novos casos e 869 novas mortes, elevando o total para 4 624 885 e 138 977, respectivamente; um total de 3 992 886 pacientes se recuperaram.
 Portugal registrou 802 novos casos e 3 novas mortes, elevando o total para 70 465 e 1 928, respectivamente; um total de 46 290 pacientes se recuperaram. Há 22 247 casos ativos no país.

### 24 de setembro
O Brasil registrou 32 817 novos casos e 831 novas mortes, elevando o total para 4 657 702 e 139 808, respectivamente; um total de 4 023 789 pacientes se recuperaram.
 Portugal registrou 691 novos casos e 3 novas mortes, elevando o total para 71 156 e 1 931, respectivamente; um total de 46 676 pacientes se recuperaram. Há 22 549 casos ativos no país.

### 25 de setembro
- Atualização Operacional Semanal da OMS.[92]

 O Brasil registrou 31 911 novos casos e 729 novas mortes, elevando o total para 4 689 613 e 140 537, respectivamente; um total de 4 040 949 pacientes se recuperaram.
 Portugal registrou 899 novos casos e 5 novas mortes, elevando o total para 72 055 e 1 936, respectivamente; um total de 47 003 pacientes se recuperaram. Há 23 116 casos ativos no país.

### 26 de setembro
O Brasil registrou 28 378 novos casos e 869 novas mortes, elevando o total para 4 717 991 e 141 406, respectivamente; um total de 4 050 837 pacientes se recuperaram.
 Portugal registrou 884 novos casos e 8 novas mortes, elevando o total para 72 939 e 1 944, respectivamente; um total de 47 380 pacientes se recuperaram. Há 23 615 casos ativos no país.

### 27 de setembro
O Brasil registrou 14 318 novos casos e 335 novas mortes, elevando o total para 4 732 309 e 141 741, respectivamente; um total de 4 060 088 pacientes se recuperaram, o que corresponde a cerca de 86% do total de pessoas infectadas.
 Portugal registrou 665 novos casos e 9 novas mortes, elevando o total para 73 604 e 1 953, respectivamente; um total de 47 647 pacientes se recuperaram. Há 24 004 casos ativos no país.

### 28 de setembro
- Atualização Epidemiológica Semanal da OMS.[100]

 O mundo ultrapassa a marca de 1 milhão de mortos por COVID-19.
 O Brasil registrou 13 155 novos casos e 317 novas mortes, elevando o total para 4 745 464 e 142 058, respectivamente; um total de 4 084 182 pacientes se recuperaram, o que corresponde a mais de 86% do total de pessoas infectadas.
 Portugal registrou 425 novos casos e 4 novas mortes, elevando o total para 74 029 e 1 957, respectivamente; um total de 47 884 pacientes se recuperaram. Há 24 188 casos ativos no país.

### 29 de setembro
O Brasil registrou 32 058 novos casos e 863 novas mortes, elevando o total para 4 777 522 e 142 921, respectivamente; um total de 4 134 088 pacientes se recuperaram, o que corresponde a 86,6% do total de pessoas infectadas.
 Portugal registrou 688 novos casos e 6 novas mortes, elevando o total para 74 717 e 1 963, respectivamente; um total de 48 193 pacientes se recuperaram. Há 24 561 casos ativos no país.

### 30 de setembro
O Brasil registrou 33 413 novos casos e 1 031 novas mortes, elevando o total para 4 810 935 e 143 952, respectivamente; um total de 4 180 376 pacientes se recuperaram.
 Portugal registrou 825 novos casos e 8 novas mortes, elevando o total para 75 542 e 1 971, respectivamente; um total de 48 530 pacientes se recuperaram. Há 25 041 casos ativos no país.